# David Harle
David Harle (sinh ngày 15 tháng 8 năm 1963) là một cựu cầu thủ bóng đá người Anh thi đấu ở Football League cho Doncaster Rovers, Exeter City, Leeds United, Bristol City, Scunthorpe United và Peterborough United.